# 柴犬
柴犬（日语：／ Shiba Inu，發音：[ɕiba inɯ]），日本犬種之一。屬於中小型犬種。柴犬於1936年（昭和11年）12月16日被指定為日本的天然紀念物（指定了六種日本犬種的其中一個），亦是現存六種日本犬中其中一種小型犬。根據日本犬保存會，日本境內飼養的日本本土犬種裡，約有八成為柴犬。

## 名稱由來

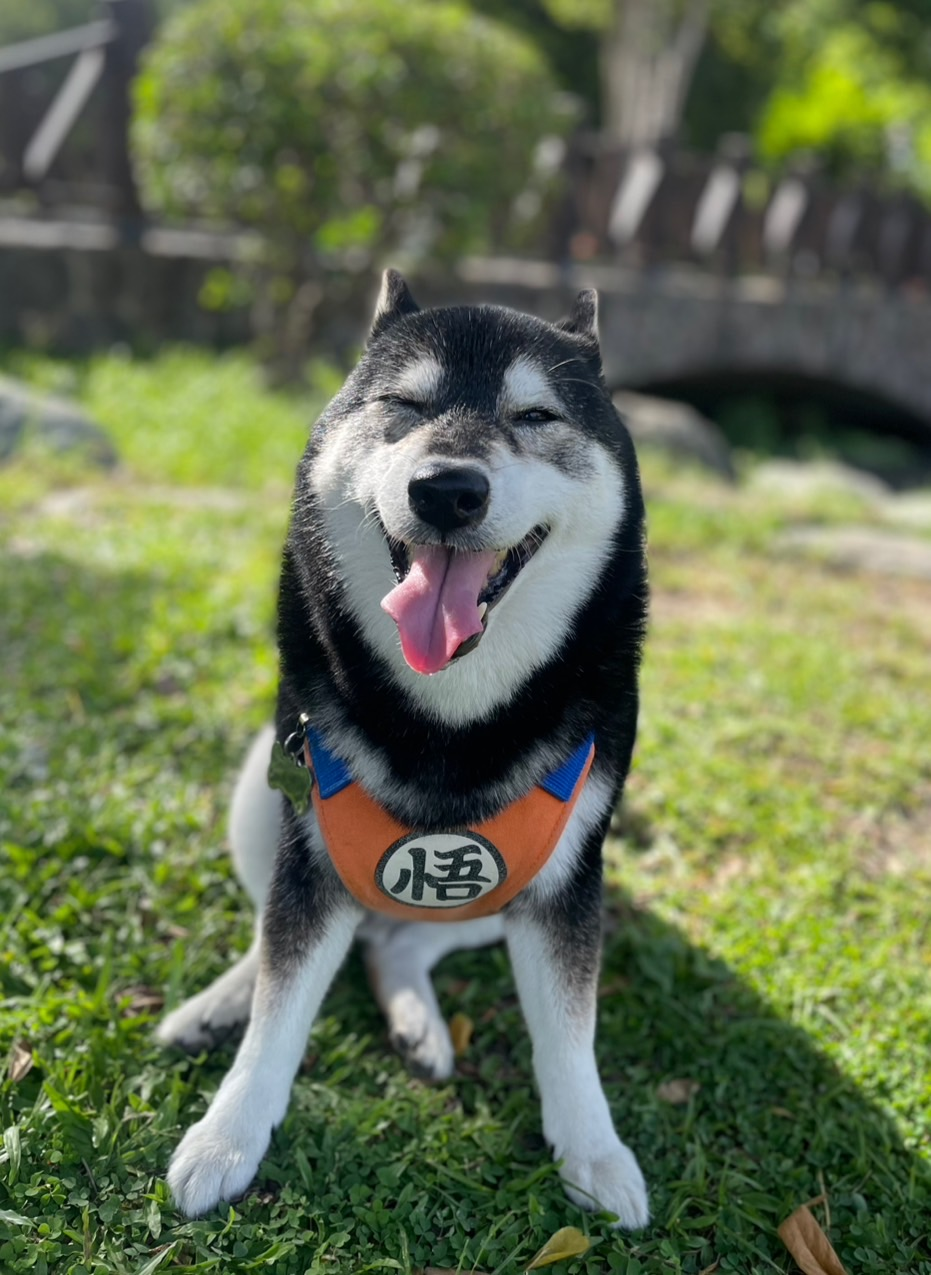
黑柴犬

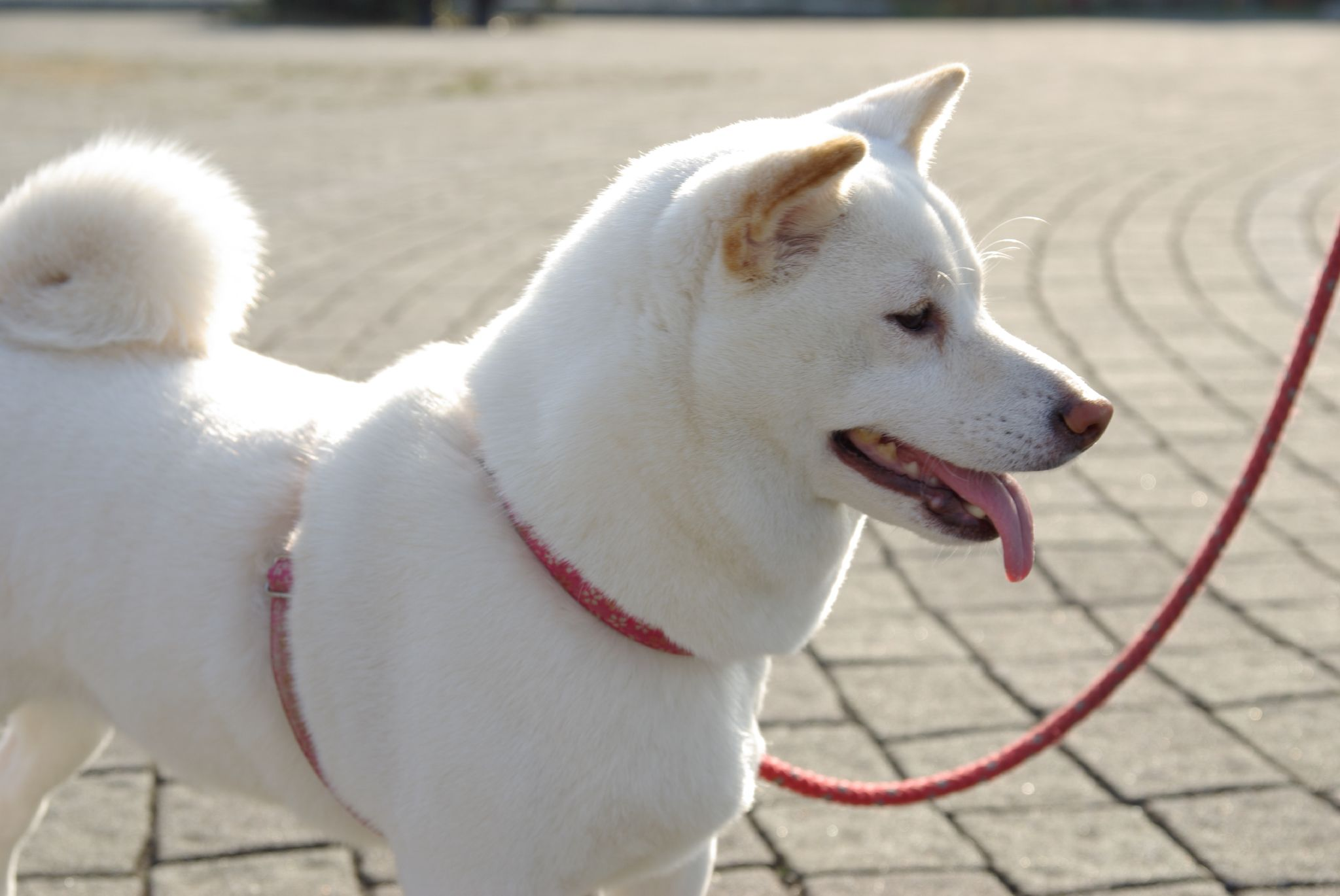
白柴犬

Shiba Inu 日本赤柴犬

「柴犬」發源於日本中央高地。在文獻上，為昭和初期的日本犬保存會的會刊「日本犬」所採用。「柴」是「打柴人」的「柴」，指小型的雜木。由於柴犬能巧妙地穿過雜木幫助打獵，而且紅褐色的毛色與枯萎的柴相似，故名。亦有人認為古語的「柴」，是把信州的柴村作為起源地。

## 歷史
柴犬最早是被培育作為狩獵鳥類、昆蟲、兔子等小型動物的獵犬。即使有著試圖保存犬種的努力，但柴犬在第二次世界大戰期間因食物短缺和戰後犬瘟热爆發而近乎絕種。後繼的柴犬都是由倖存下來的三種犬種培育而成，三種犬種分別為長野縣的信州柴犬、岐阜縣的美濃柴犬，以及鳥取縣和島根縣的山陰柴犬。信州柴犬的特徵包括扎實的裏層犬毛以及密集的外層犬毛，體型屬小型，其顏色為赤色。美濃柴犬則有著厚實、豎起的耳朵。其尾巴為鐮刀型，與現代柴犬的卷尾不同。山陰柴犬的體型較現代柴犬大，並大多為全身黑色，與現代黑色柴犬仍然有部分白色和褐色毛髮的特徵不同。

## 特徵

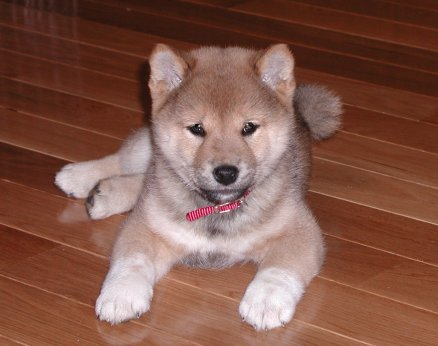
柴犬的幼犬

柴犬面貌與秋田犬相似，也因此兩者經常被搞混。細分的話，秋田臉較柴犬圓，柴犬的耳朵與嘴較秋田尖，不過兩者最明顯的差別是體型，柴犬比秋田明顯嬌小可愛。
柴犬的特徵包括短毛、豎耳、捲尾等。屬中型犬，具有良好發展的肌肉。公犬計算至肩隆的身高約為38－41公分，母犬則為35－38公分。中等身形的公柴犬平均體重約為9公斤，母柴犬則約為8公斤。體重內的骨頭占比適中。

### 毛皮
柴犬有兩層毛，外層較堅硬直挺，裏層則較柔軟厚實。包括臉部、耳朵、身體和腿部皆為短毛。尾巴上的毛髮較長，並散開成叢狀。柴犬毛色一般為淺棕色、黑色、白色或胡麻色。柴犬一年換毛兩次，一次換毛約半年。
柴犬的尾巴為卷尾或是鐮刀尾在背後，捲曲方向可能偏左、偏右，或沒有偏移。

### 性格
柴犬天性較為大膽、獨立、頑固，警戒心通常較強，基本上與日本犬的個性相同。柴犬對於主人或其認可的人類較為忠誠，由於柴犬在古代是作為追緝獵物的獵犬使用，因此通常具有一定攻擊性。一般來說，公柴犬的攻擊性比母柴犬來得較為兇猛。
柴犬不僅能看守家園，還會示警蛇及蟾蜍的出沒，甚至還能將它們咬死。
柴犬個性固執，如果沒有得到妥善的教育與理解，往往會成為頑固又愛耍脾氣的狗，連主人都會咬，棄養率極高。
柴犬是一種相對自律的犬種，並經常喜歡保持自己身體的潔淨。柴犬經常會用舌頭清潔自己的腳掌和腿部。人飼養的柴犬通常能夠很快適應室內生活。

## 健康
有些遺傳性健康問題會影響柴犬。其中包括過敏、青光眼、白内障、髖關節發育不全、眼瞼內翻、膝蓋骨脱臼和乳糜胸。
柴犬的壽命通常為15至18年。運動、健康飲食和每天的散步可幫助柴犬的健康和延長壽命，最長的壽命可以達到20歲。

## 流行文化

### 影劇
- 柴犬奇蹟物語

2007年上映的日本電影，改編自真人真事，講述新潟縣中越地震中一隻柴犬媽媽和牠的三隻子女的故事。
- 向日葵与幼犬的七天

2013年上映的日本電影，以收容所一隻將於七日後被處安樂死的柴犬檢討棄養與流浪犬問題。

### 漫畫·動畫
- 织田肉桂信长

2014年連載的日本漫畫，講述了戰國時代的織田信長轉生到現代成為柴犬後，卻發現其他戰國名將也變成其他品種狗的故事。電視動畫於2020年1月起開始播放。
- 世界末日與柴犬同行

2018年連載的日本漫畫，以末日後的無人世界為舞台，主人公和其會說話的柴犬「阿晴」一起遊歷日本各處。
- 孤獨搖滾

2018年連載的日本漫畫，女主角一里一家飼養的柴犬，被取名為吉米亨。

### 遊戲
- 優雅的阿楠

2014年臺灣製作的獨立惡搞角色扮演遊戲，玩家扮演肥宅阿楠在校園逃避優雅柴犬的追擊。
- Montaro （页面存档备份，存于）

2016年發行的橫向卷軸遊戲，玩家操控柴犬夢太郎在街上沿途收集金幣來獲得積分。
- Backrooms Buff Doge Horror

2022年發行的網頁恐怖遊戲，玩家需在無限大的後室中收集漢堡逃離肌肉柴犬的追擊。
- A Shiba Story

玩家照顧一隻名為星期天的柴犬體驗養狗生活。
- 人類 HUMANITY

玩家操作一隻柴犬，在人類失去自我的世界中成為最後的指導者，目標是將人群引導到「光之柱」。

### 網路迷因
- Doge

源於2010年一名日本幼兒園老師佐藤敦子在自己的部落格發佈自家柴犬Kabosu的照片，自2013年起在網上開始流傳，令柴犬自此紅到日本以外。之後更有以此迷因為主角的加密貨幣狗狗幣誕生。
- Cheems

小廢柴（Cheems）的迷因源自一隻來自香港的柴犬「波子」（Balltze），其飼主經常將牠的生活照分享至網路並製作梗圖，其中好幾張波子露出「厭世」、「萎靡」的表情，因而被臺灣網友暱稱「小廢柴」，相關梗圖自此開始爆紅。
- 肌肉柴與小廢柴

肌肉柴的迷因源自2019年一名日本網友Ninjamaaaaaan在推特分享自家柴犬轉身追尾巴的照片，由於照片的殘影使狗身和尾巴看似柴犬使出右鉤拳衝來，使大量的網友將照片加上線條甚至繪圖創作進而爆紅，另有將Doge頭像配上壯碩狗身的版本。
由於肌肉柴與小廢柴正好凸顯強弱兩極表現，因此有網友將其兩者結合用來表現兩者落差而誕生一系列新梗圖。
- 拒否柴

柴犬由於特立獨行的性格，使大量飼主散步遛狗時常遇到柴犬突然不跟隨飼主腳步停下不走的情形，而且還表现出非常強烈的抵抗行为，即便硬拉項圈使其臉部的肉都擠在一起，也依舊不走。由於此模樣讓不少飼主感到好氣又好笑，因此出現「拒否柴」這詞來形容柴犬進入頑固不走的情形，相關創作也不斷出現。
- 不可以色色柴犬遊戲王卡

最初在2021年臺灣論壇網站Dcard開始流傳，一名網友創作一張叫「色色武士」的遊戲王卡，以一張武士裝扮的柴犬做圖片，隨後引發迴響，大量臺灣網友相應製作出類似的色色柴犬卡片與反制用的不可以色色柴犬卡片。

## 外部連結
- 天然記念物柴犬保存會 （页面存档备份，存于）
- 日本繩文柴犬研究中心 （页面存档备份，存于）  （JSRC）
- 日本社會福利愛犬協會 （页面存档备份，存于）
- 台灣最大的柴犬社團 （页面存档备份，存于）
- 台灣柴犬大學官網 （页面存档备份，存于）